# Sicilì

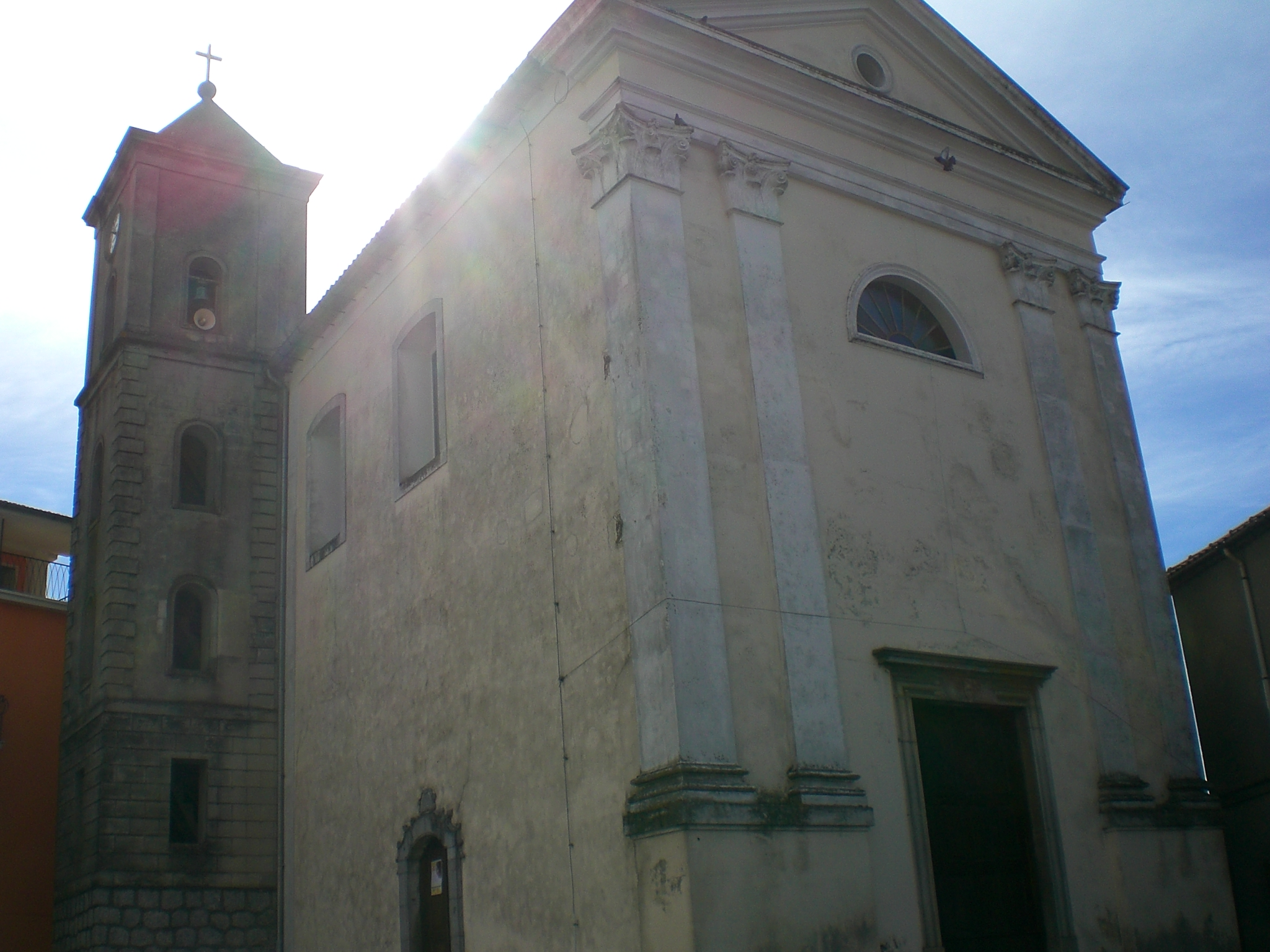
Chiesa dell'Annunziata

Sicilì è l'unica frazione del comune campano di Morigerati, in provincia di Salerno. Al 2023 contava 159 abitanti.

## Storia
Il villaggio, di origine molto antica ma ignota, venne menzionato per la prima volta nel 1521. Riguardo l'origine del suo nome, esso è legato alla Sicilia: un siciliano benestante sbarcato a Scario e passato per la contrada, vi lasciò i suoi armenti trovando il luogo adatto per la pastorizia. Successivamente, alcune famiglie siciliane vi presero residenza per controllare i pascoli. Fu sede baronale della famiglia De Stefano, che mantenne il feudo fino al XIX secolo.

## Geografia
Situata a sud del Cilento, ed inserita nel contesto del suo parco nazionale, Sicilì sorge a circa 7 km ad ovest di Morigerati (2,5 in linea d'aria). L'abitato si estende su di un'area collinare, ad un'altezza di circa 200 m.s.l.m., a ridosso del fiume Bussento. Esso dista 8 km da Caselle in Pittari e Santa Marina, 13 da Policastro Bussentino e Torre Orsaia, 14 da Castel Ruggero e 16 da Tortorella.

## Monumenti e luoghi d'interesse
Tra le maggiori attrazioni del paese vi è il piccolo borgo medievale e la chiesa madre dell'Annunziata. L'Oasi WWF Grotte del Bussento, situata ad ovest di Morigerati, dista meno di 2 km da Sicilì ed è raggiungibile anche da essa tramite sentieri naturalistici.

## Infrastrutture e trasporti
Sicilì è attraversata dalla Strada provinciale 210, ed è servita dalla Strada statale 517 Bussentina, a scorrimento veloce, allo svincolo "Sicilì-Morigerati". Essa dista 3 km dal paese e collega lo svincolo dell'Autostrada A3 "Padula-Buonabitacolo" con la Strada statake 18 var "Cilentana" a Policastro Bussentino, istradandosi via Sanza. Le due stazioni ferroviarie più vicine sono quella di Torre Orsaia e quella di Policastro, entrambe sulla Ferrovia Tirrenica Meridionale.